# Борис Годунов (фильм, 1986)
«Бори́с Годуно́в» — советско-чехословацко-польско-западногерманский художественный фильм Сергея Бондарчука. Экранизация одноимённой исторической трагедии А. С. Пушкина. Последний фильм Сергея Бондарчука, вышедший на экраны при его жизни.
Премьера: 31 октября 1986 года — Финляндия, 4 апреля 1987 года — СССР. Картина была выдвинута на конкурс Каннского кинофестиваля.

## Сюжет
Действие происходит в России и Польше на рубеже XVI и XVII веков. Показаны времена царствования Бориса Годунова, его сына Фёдора и приход к власти Лжедмитрия I. После смерти царя Фёдора Иоанновича на Московский трон по решению Земского собора восходит Борис Годунов, который ещё при Иване Грозном с помощью интриг, союзов и устройстве брака своей сестры Ирины с царевичем Фёдором приобрёл большое влияние и власть при дворе. Но внезапно появляется новый претендент на престол — некто, выдающий себя за младшего сына Грозного царевича Димитрия, официально погибшего в Угличе в 1591 году. Самозванец объявляется в Польше и, получив поддержку князя Вишневецкого, сандомирского воеводы Мнишка и его дочери, прекрасной Марины, возвращается в Россию. Несмотря на то, что и церковь, и Василий Шуйский, расследовавший обстоятельства гибели Димитрия в Угличе, отрицают подлинность царевича, он, приближаясь к Москве, приобретает всё большую популярность у народа и становится реальной угрозой для царя Бориса.

## В ролях
| Актёр                | Роль                                  |
| -------------------- | ------------------------------------- |
| Сергей Бондарчук     | Борис Годунов                         |
| Александр Соловьёв   | Григорий Отрепьев, он же Лжедмитрий I |
| Анатолий Ромашин     | Василий Шуйский                       |
| Анатолий Васильев    | Пётр Басманов                         |
| Адрианна Беджиньская | Марина Мнишек                         |
| Евгений Самойлов     | монах Чудова Монастыря Пимен          |
| Роман Филиппов       | Патриарх Иов                          |
| Вячеслав Бутенко     | Иван Воротынский                      |
| Елена Бондарчук      | царевна Ксения Годунова               |
| Геннадий Митрофанов  | юродивый Николка Железный Колпак      |
| Валерий Сторожик     | князь Дмитрий Курбский                |
| Юрий Лазарев         | Гаврила Пушкин                        |
| Владимир Седов       | Афанасий Пушкин                       |
| Георгий Бурков       | бродяга-чернец Варлаам                |
| Вадим Александров    | бродяга-чернец Мисаил                 |
| Ирина Скобцева       | хозяйка корчмы                        |
| Кира Головко         | мамка Ксении                          |
| Людмила Коршакова    | царица Мария Скуратова                |
| Фёдор Бондарчук      | царевич Фёдор Годунов                 |
| Хенрик Махалица      | Юрий Мнишек                           |
| Ольгерд Лукашевич    | польский иезуит Николай Черниковский  |
| Мариан Дзендзель     | Адам Вишневецкий                      |
| Владимир Новиков     | Семён Годунов                         |
| Виктор Яковлев       | Василий Щелкалов                      |
| Олег Михайлов        | Фёдор Мстиславский                    |
| Борис Химичев        | боярин Василий Мосальский             |
| Александр Титоренко  | капитан Жак Маржерет                  |
| Норберт Кухинке      | капитан Вальтер Розен                 |
| Виктор Смирнов       | московский дворянин Рожнов            |
| Юрий Шерстнёв        | донской казак Иван Карела             |
| Владимир Ферапонтов  | боярин Хрущов                         |
| Юрий Матюхин         | царевич Дмитрий                       |
| Валерий Шептекита    | игумен Чудова монастыря Пафнутий      |
| Галина Дёмина        | старуха                               |
| Иван Лапиков         | старик-слепец                         |
| Николай Ерофеев      | первый пристав                        |
| Александр Сайко      | второй пристав                        |
| Владислав Комар      | Собаньский                            |
| Володя Латник        | мальчик в доме Шуйского               |

## Съёмочная группа
- Режиссёр-постановщик и автор экранизации — Сергей Бондарчук
- Главный оператор — Вадим Юсов
- Главный художник — Владимир Аронин
- Главный художник по костюмам — Лидия Нови
- Композитор — Вячеслав Овчинников
- Звукооператор — Александр Погосян
- Режиссёры — Игорь Петров, Роман Цурцумия
- Художник-гримёр — Тамара Гайдукова
- Операторы — Владимир Горшков, Александр Михалычев
- Консультант по историческому костюму Мария Мерцалова
- Директор картины — Валерий Мальков

## Съёмки
Натурные съёмки проходили на Васильевском Спуске, у Лобного места и Новодевичьего монастыря в Москве, на территории Троице-Сергиевой лавры.
Об особенностях ноябрьской съёмки внутри собора Троице-Сергиевой лавры в условиях короткого светового дня вспоминает Вадим Юсов:
Я понимал, что воспользоваться естественными условиями освещения в интерьере невозможно. Необходимо было построить наружные леса у собора — мы не могли поставить внутри дуговые приборы и поставили их снаружи. Внутри, им в помощь, на сложных конструкциях установили осветительные приборы полуваттного освещения. Все это приравнивало условия съёмки в интерьере к павильонной съёмке; таким образом я дал возможность режиссёру сколько угодно репетировать.журнал «Сеанс» август 2013

## Критика
Татьяна Москвина разглядела в фильме предвидение режиссёром близящегося конца эпохи декаданса авторского кино:

Статичная, пафосная внешняя оперность «Бориса Годунова» Бондарчука была полна внутренней мятежной тревоги — режиссёр предвидел новое смутное время для государства, и величавый эпос превращался в лирико-исповедальный фильм, чью историческую оболочку разъедали растерянность и тоска самого Бондарчука, режиссёра-царя, перед эпохой бойких киносамозванцев.
— журнал «Сеанс» август 2013
Ирине Павловой картина показалась «тяжеловесной и архаичной по языку», однако, рассматривая её в контексте решений V съезда кинематографистов СССР, справедливости ради она отмечает:

…в тщательности проработки экранных фактур и в мощной, пусть и мрачной энергетике этому фильму отказать нельзя. Но его автор так долго оставался вне критики, так долго в качестве единственно возможной реакции на его произведения официально был дозволен лишь восторг, что жажда реванша возобладала над обыкновенным здравым смыслом, который подсказывал, что в сравнении со многими фильмами современного контекста эта неудача С. Б. заслуживает бо́льшего снисхождения.
— «Новейшая история отечественного кино. 1986—2000» т. 1

## Комментарии
1. 1 2  Имена актёров и названия ролей приведены по титрам фильма.